# Продуцентите (филм, 1968)
Вижте пояснителната страница за други значения на Продуцентите.
„Продуцентите“ (на английски: The Producers) е американска кинокомедия на Мел Брукс от 1968 година. Филмът е режисьорски дебют на Мел Брукс и получава няколко номинации за Оскар, печелейки в категорията Най-добър оригинален сценарий.  През 1996 година влиза в Националния регистър на филмите на САЩ.

## Сюжет
Действието на филма се развива в края на 1960-те и в него се разказва за театрален продуцент и неговия счетоводител, които след няколко неуспеха на сцената и пред банкрут, решават да създадат представление, спонсорирано от последните останали почитатели и след това да избягат с парите в Бразилия след първото представление. Но плановете им се осуетяват, когато представлението се превръща в хит. В безизходица, те решават да запалят театъра. Филмът завършва с двамата в затвора, вече като известни продуценти, които правят планове за неизвестното бъдеще.

## Адаптации
Брукс адаптира историята като бродуейски мюзикъл през 2001 г. и като филм, базиран на мюзикъла, през 2005 г. В този филм той не режисира, а е продуцент. За разлика от оригиналния филм, адаптацията от 2005 г. не е комерсиален успех.